# ジェームズ・キング (ラグビー選手)
ジェームズ・キング（James King、1990年7月24日 - ）は、ウェールズの元ラグビー選手。

## プロフィール
- オーストラリア・ウォドンガ出身。
- ポジションはロック(LO)、フランカー(FL)、ナンバーエイト(No.8)。
- 身長 193cm、体重 107kg
- U20ウェールズ代表に選ばれたことがある[1]。
- ウェールズ代表通算キャップ数は11でラグビーワールドカップ2015のウェールズ代表に選ばれた[2]。

## 略歴
アベラヴォンを経て、2016年、オスプリーズに加入。
2021年、現役を引退した。